# Fusakichi Ōmori
Pour les articles homonymes, voir Ōmori.
Fusakichi Ōmori (大森 房吉, Ōmori Fusakichi) est un sismologue japonais né le 30 octobre 1868 à Fukui - décédé le 8 novembre 1923 à Tokyo). Ōmori étudie la physique à l'Université impériale de Tokyo. Il s'initie à la sismologie sous l'égide de John Milne et Seiki Sekiya. Il voyage en Europe et devient professeur de sismologie à son retour en 1896. Chercheur très éclectique, il s'intéresse à divers aspects de la sismologie et étudie de nombreux tremblements de terre, au Japon ainsi qu'à l'étranger. Ces observations sur le tremblement de terre de Nobi de 1891 lui permettent d'établir une loi qui porte son nom. En voyage en Australie au moment du tremblement de terre de Kantō de 1923, il rentre au Japon mais sa santé se détériore. Il meurt le 8 novembre, deux mois seulement après le séisme.